# Krzymów (Chojna)
Krzymów (deutsch Hanseberg) ist ein Dorf der Gemeinde Chojna (Königsberg in der Neumark) im Powiat Gryfiński (Greifenhagen) der polnischen Woiwodschaft Westpommern.

## Geographische Lage
Der Ort liegt in der Neumark, etwa sieben Kilometer nordwestlich von Königsberg in der Neumark (Chojna) und etwa 14 Kilometer südöstlich von Schwedt/Oder.

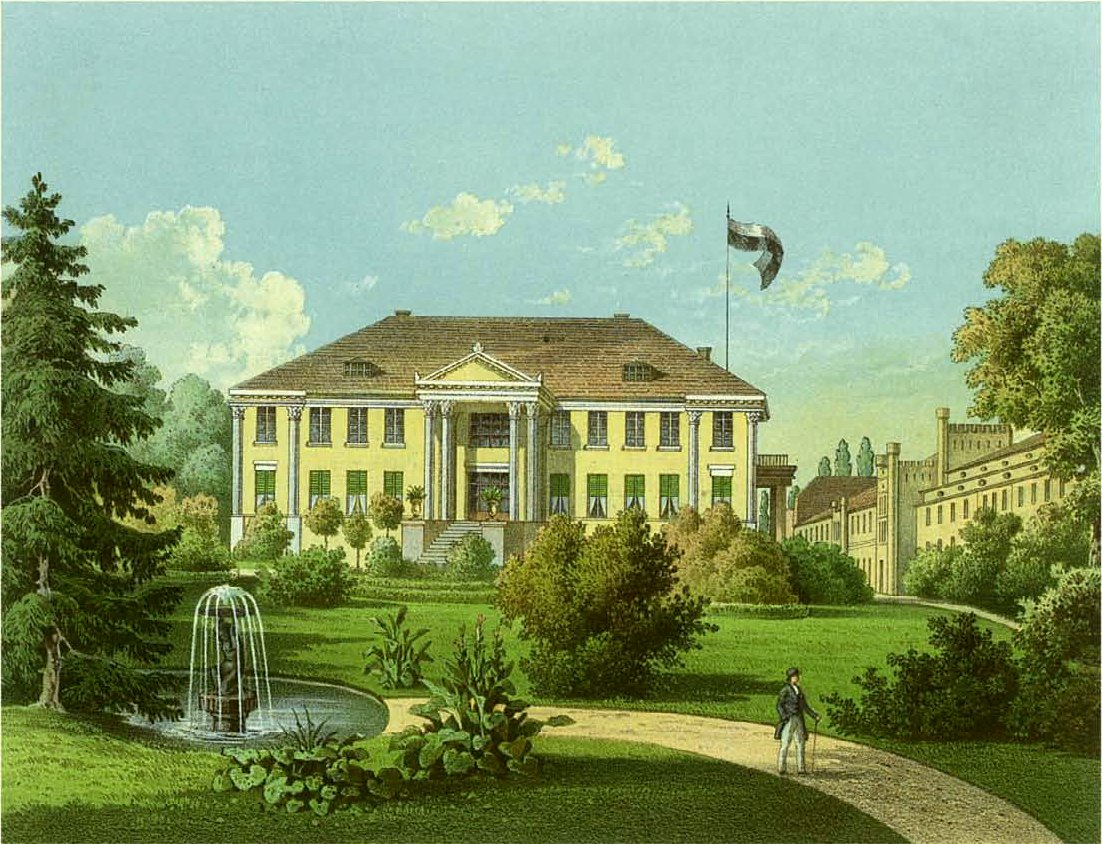
Rittergut Hanseberg um 1867/68, Sammlung Alexander Duncker

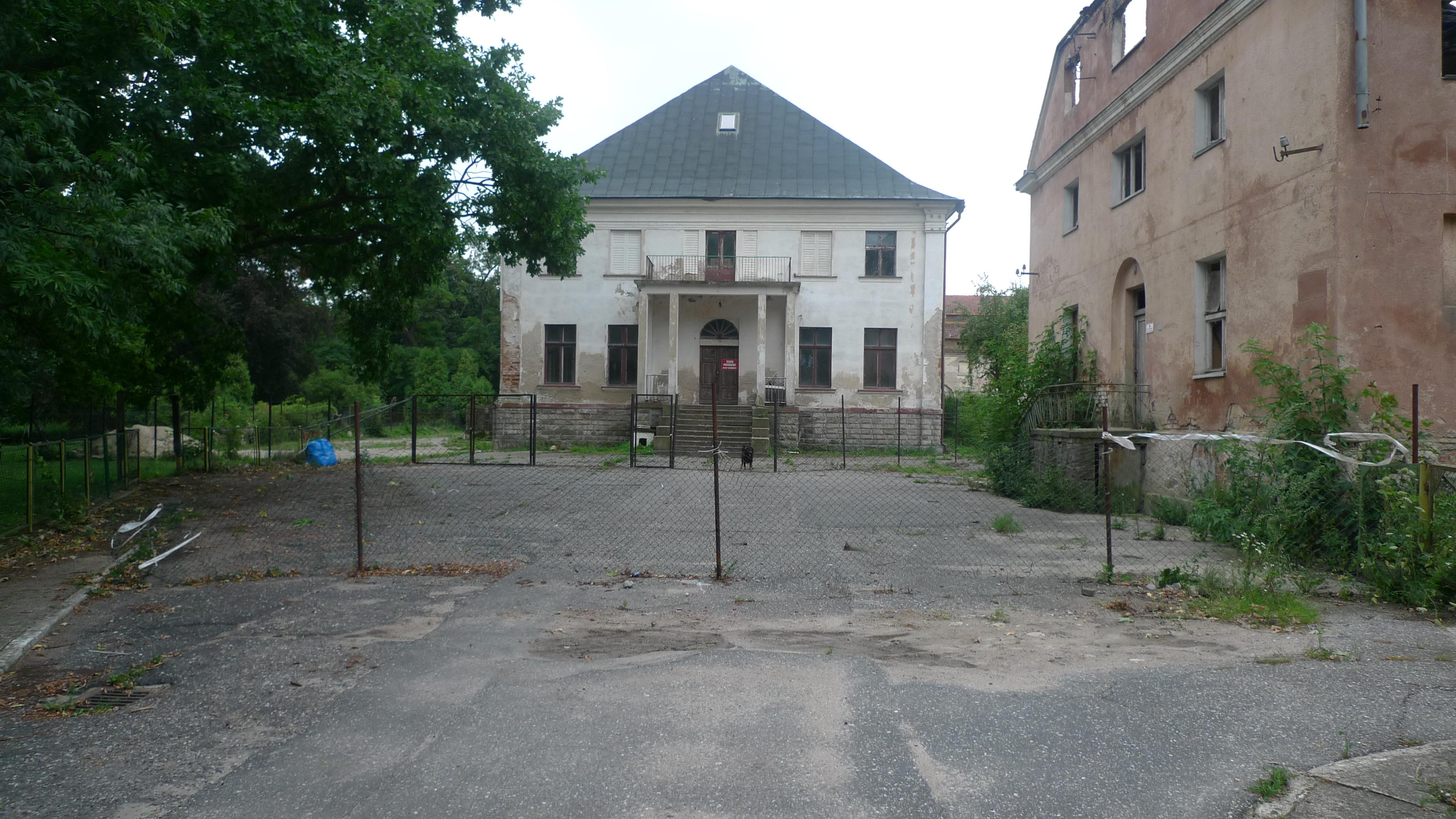
Nordseite des Herrenhauses mit Nordostseite des nördlichen Wirtschaftsgebäudes (2011)

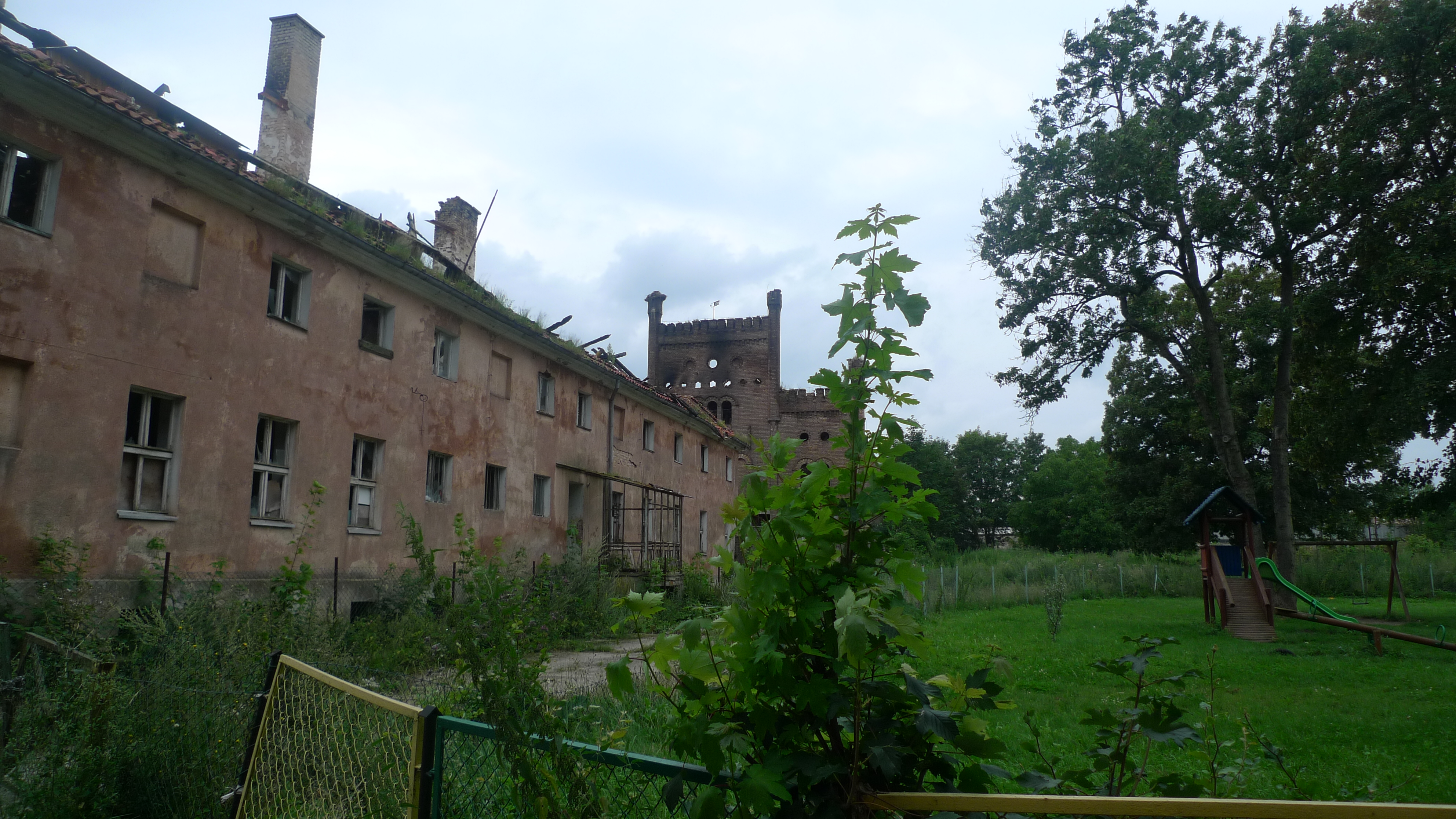
Nördliches Wirtschaftsgebäude des Herrenhauses, Nordseite (2011)

## Geschichte
Die Ortschaft hieß 1270 Crimowe, 1332 Hansberg und 1608 Hanßbergk.
Als Besitzer des Rittergutes Hanseberg (Hanszbergk) wird 1332 ein Ritter Hennig von Sydow genannt; 1439 war der Rat von Königsberg (Chojna) dort begütert. Im 17. Jahrhundert erscheinen Daniel von Strauss (1628), Adam von Strauß (1640) und Georg von Horcker (1646) als Besitzer des Gutes. Horcker veräußerte es 1694 an den kurfürstlich-brandenburgischen Obristwachtmeister Adam Wilhelm von Sydow, dessen Familien es bis 1748 behielt. Nach verschiedenen Besitzwechseln gelangte das Gut, das zwischenzeitlich kurz durch Tausch an den preußischen Staatskanzler Karl August von Hardenberg gelangt war, 1816 durch Kauf an den in der Mittel- und Uckermark begüterten Kaufmann Johann Heinrich Neumann (1769–1849), der gleichzeitig das zum Rittergut gehörende Vorwerk Amalienhof (Krzymówek) und das Rittergut Peetzig an der Oder erwarb. Er wurde am 13. Oktober 1840 in den erblichen Adelsstand erhoben. Anderen Quellen zufolge, hier den bekannten Gothaischen Genealogischen Taschenbücher, fand die Nobilitierung am 15. Oktober 1840 statt.
Um 1850 umfasste der Landbesitz des Ritterguts Hanseberg mit dem Vorwerk Amalienhof unter Ausschluss der Hofflächen und bebauten Grundstücke über 4212 Morgen, davon waren 1018 Morgen Wald und 80 Morgen Seen. Nach dem Tod Johann Heinrich von Neumanns kam durch dessen Sohn Johann Heinrich Eduard von Neumann (1800–1877) zudem 1850 das nordwestlich von Peetzig gelegene Rittergut Raduhn zu Hanseberg. In der zweiten Hälfte des 19. Jahrhunderts erstreckte sich der Besitz von Hanseberg auf über 14.794 Magdeburger Morgen.
1824 entstand das heute verlassene Wohnhaus des Gutes, während die weitläufigen, nun verfallenden Wirtschaftsgebäude spätestens in der zweiten Hälfte des 19. Jahrhunderts errichtet wurden, ebenso wie die Gebäude der Güter von Peetzig und Raduhn. Im 1879 erstmals publizierten Generaladressbuch der Ritterguts- und Gutsbesitzer im Königreich Preußen werden für das Rittergut Hanseberg der Familie von Neumann 1245 ha aufgeführt. Gutsherr jener Zeit war Adalbert von Neumann (1839–1911), Regierungsassessor und Rittmeister der Landwehr. Seine Frau Margarete entstammte der Familie von Bethmann-Hollweg-Hohenfinow (1858–1943), sie wär die älteste Schwester des Reichskanzlers Theobald von Bethmann Hollweg. Die Gutserbe der von Neumann-Hanseberg, Sohn Heinrich, geht in Vorbereitung seiner Aufgaben zuerst auf das Gymnasium in der Kreisstadt Königsberg (Neumark) und dann seit 1907 auf die dem Landadel altehrwürdige Ritterakademie auf der Dominsel in Brandenburg a. H. Danach folgt ein Studium. Heinrich von Neumann-Hanseberg (1893–1972) wird Offizier im 3. Garde-Ulanen-Regiment Potsdam, heiratet zweimal, zuerst Elisabeth von Printz, dann Anne Luise von Winterfeldt (1894–1934). Im Zeitraum der großen Wirtschaftskrise, die auch die ganze Land- und Forstwirtschaft traf, hatte das Rittergut Hanseberg eine Größe von 1313 ha Land. In den Ställen stehen 1300 Schafe und 400 Schweine, also eine relativ große landwirtschaftliche Einheit. Zum Besitz gehört ebenso das Rittergut Peetzig mit 1249 ha. Das letztmals zeitgleich veröffentlichte Landwirtschaftliche Adressbuch der Provinz Brandenburg führt im Ort Hanseberg noch das 23 ha kleine Gut der Familie Wilhelm Moritz auf.
Gegen Ende des Zweiten Weltkriegs besetzte im Frühjahr 1945 die Rote Armee die Region. Bald danach wurde der Kreis Greifenhagen zusammen mit östlich der Oder liegenden Teilen des Gebiets des Deutschen Reichs von der Sowjetunion unter polnische Verwaltung gestellt. Im Dorf Hanseberg begann nun die Zuwanderung polnischer Zivilisten. Soweit die Einwohner nicht geflohen waren, wurden sie in der darauf folgenden Zeit vertrieben.

## Bevölkerungsentwicklung
| Jahr | Einwohner | Anmerkungen   |
| ---- | --------- | ------------- |
| 1858 | 629       | in 54 Häusern |
| 1933 | 645       | [ 13 ]        |
| 1939 | 633       | [ 13 ]        |

## Sehenswürdigkeiten
- Mittelalterliche Granitsteinkirche (Hl. Joseph)
- Reste des deutschen Friedhofs, in einem kleinen Wäldchen nahe dem Dorf, an der Straße Richtung Stoki (Rehdorf)
- Herrenhaus des 19. Jahrhunderts mit Resten von Wirtschaftsgebäuden
- Zum Herrenhaus gehörender Park
- Alleen entlang zum Herrenhaus führender Straßen

## Persönlichkeiten, die am Ort gewirkt haben
- Elias Grebenitz (1627–1689), evangelischer Theologe
- Johann Heinrich von Neumann (1769–1849), Kaufmann und Gutsbesitzer
- Heinrich Eduard von Neumann (1800–1877), Gutsbesitzer
- Carl Krebs (1857–1937), Musikhistoriker und Musikkritiker